# Katherin Echandía
Katherin Oriana Echandia Zárate (nació el 14 de agosto de 2001) es una venezolana levantadora de pesas, que compite en la categoría de 44 kg y representa a Venezuela en competiciones internacionales.
Ha competido en los Juegos Suramericanos de la Juventud de 2017 y en los Juegos Olímpicos de la Juventud Buenos Aires 2018.

## Resultados importantes
| Año                                                  | Local                                       | Peso                                        | Arrancada (kg)                              | Arrancada (kg)                              | Arrancada (kg)                              | Arrancada (kg)                              | Cargada y jerk (kg)                         | Cargada y jerk (kg)                         | Cargada y jerk (kg)                         | Cargada y jerk (kg)                         | Total                                       | Lugar                                       |
| Año                                                  | Local                                       | Peso                                        | 1                                           | 2                                           | 3                                           | Lugar                                       | 1                                           | 2                                           | 3                                           | Lugar                                       | Total                                       | Lugar                                       |
| Juegos Suramericanos de la Juventud de 2017          | Juegos Suramericanos de la Juventud de 2017 | Juegos Suramericanos de la Juventud de 2017 | Juegos Suramericanos de la Juventud de 2017 | Juegos Suramericanos de la Juventud de 2017 | Juegos Suramericanos de la Juventud de 2017 | Juegos Suramericanos de la Juventud de 2017 | Juegos Suramericanos de la Juventud de 2017 | Juegos Suramericanos de la Juventud de 2017 | Juegos Suramericanos de la Juventud de 2017 | Juegos Suramericanos de la Juventud de 2017 | Juegos Suramericanos de la Juventud de 2017 | Juegos Suramericanos de la Juventud de 2017 |
| ---------------------------------------------------- | ------------------------------------------- | ------------------------------------------- | ------------------------------------------- | ------------------------------------------- | ------------------------------------------- | ------------------------------------------- | ------------------------------------------- | ------------------------------------------- | ------------------------------------------- | ------------------------------------------- | ------------------------------------------- | ------------------------------------------- |
| 2017                                                 | Santiago, Chile                             | 44 kg                                       | 58                                          | 61                                          | 63                                          | 1                                           | 77                                          | 82                                          | 85                                          | 1                                           | 143                                         | 1                                           |
| Juegos Olímpicos de la Juventud de Buenos Aires 2018 |                                             |                                             |                                             |                                             |                                             |                                             |                                             |                                             |                                             |                                             |                                             |                                             |
| 2018                                                 | Buenos Aires, Argentina                     | 44 kg                                       | 67                                          | 70                                          | 72                                          | 1                                           | 88                                          | 90                                          | 93                                          | 1                                           | 162                                         | 1                                           |